# Cuba City
Cuba City ist eine Kleinstadt (mit dem Status „City“) im Grant und im Lafayette County im US-amerikanischen Bundesstaat Wisconsin. Im Jahr 2010 hatte Cuba City 2086 Einwohner.

## Geografie
Cuba City liegt im Südwesten Wisconsins, 6 km westlich des Galena River und rund 20 km östlich des Mississippi, der die Grenze zu Iowa bildet. Die Grenze zu Illinois liegt 11,2 km südlich der Stadt. Die geografischen Koordinaten von Cuba City sind 42°36′20″ nördlicher Breite und 90°25′47″ westlicher Länge. Das Stadtgebiet erstreckt sich über eine Fläche von 2,8 km².
Nachbarorte sind Platteville (16,1 km nördlich), Belmont (21 km nordöstlich), Benton (8,1 km südöstlich), Hazel Green (8,4 km südlich) und Dickeyville (15,4 km westlich).
Die nächstgelegenen größeren Städte sind La Crosse (185 km nordnordwestlich), Wisconsins Hauptstadt Madison (125 km ostnordöstlich), Rockford in Illinois (146 km ostsüdöstlich) und Dubuque in Iowa (31,4 km südwestlich).

## Verkehr
Der U.S. Highway 61 und der Wisconsin State Highway 80 führt als Hauptstraße durch Cuba City. Alle weiteren Straßen sind untergeordnete Landstraßen, teils unbefestigte Fahrwege sowie innerörtliche Verbindungsstraßen.
Mit dem Platteville Municipal Airport befindet sich 9,9 km nördlich ein kleiner Flugplatz. Die nächsten größeren Flughäfen sind der Dubuque Regional Airport (44,2 km südwestlich) und der Dane County Regional Airport in Madison (144 km ostnordöstlich).

## Bevölkerung
Nach der Volkszählung im Jahr 2010 lebten in Cuba City 2086 Menschen in 847 Haushalten. Die Bevölkerungsdichte betrug 745 Einwohner pro Quadratkilometer. In den 847 Haushalten lebten statistisch je 2,36 Personen.
Ethnisch betrachtet setzte sich die Bevölkerung zusammen aus 99,1 Prozent Weißen, 0,2 Prozent Afroamerikanern, 0,1 Prozent amerikanischen Ureinwohnern sowie 0,1 Prozent Asiaten; 0,5 Prozent stammten von zwei oder mehr Ethnien ab. Unabhängig von der ethnischen Zugehörigkeit waren 0,5 Prozent der Bevölkerung spanischer oder lateinamerikanischer Abstammung.
23,1 Prozent der Bevölkerung waren unter 18 Jahre alt, 55,0 Prozent waren zwischen 18 und 64 und 21,9 Prozent waren 65 Jahre oder älter. 51,4 Prozent der Bevölkerung war weiblich.

Das mittlere jährliche Einkommen eines Haushalts lag bei 45.861 USD. Das Pro-Kopf-Einkommen betrug 24.140 USD. 9,5 Prozent der Einwohner lebten unterhalb der Armutsgrenze.